# Олера
Олера је насеље у Италији у округу Бергамо, региону Ломбардија.
Према процени из 2011. у насељу је живело 171 становника. Насеље се налази на надморској висини од 524 м.